# چارلز بلیکی
چارلز بلیکی (انگلیسی: Charles Blakey؛ 4 January 1896 – ۳۱ اوت ۱۹۶۲) بازیکن فوتبال اهل بریتانیا بود.
از باشگاه‌هایی که در آن بازی کرده‌است می‌توان به باشگاه فوتبال لینکولن سیتی، باشگاه فوتبال دونکستر راورز، و باشگاه فوتبال بوستون یونایتد اشاره کرد.